# BLOOD MOON
『BLOOD MOON』（ブラッド・ムーン）は、2015年7月22日に、Daisy Musicから発売された佐野元春の16枚目のアルバム。

## 概要
デビュー35周年を迎えた佐野と彼のバンド「COYOTE BAND」による、前作『ZOOEY』から2年4ヶ月ぶりのアルバム。
本作発売に先立ち、iTunes Storeで本作のリードトラックである『境界線』『優しい闇』を配信。更に『境界線』『紅い月』『キャビアとキャピタリズム』のミュージック・ビデオが公式YouTubeで公開された。
「ZOOEY」から続く、複数のギターの鳴りをベースにしながらも、本作はキーボード各種が効果的に使われており、様々なジャンルを取り入れた新たなロックン・ロールは、更なる進化を遂げ重厚でありながらストレートに耳に飛び込んでくる。当バンドでの2枚目のアルバムとは思えないほどのバランスに取れたサウンドが全編を通して感じることが出来る。詩の世界観は決して明るいものではないが、肩の力が抜け、気心が知れたバックバンドを背に歌う佐野のヴォーカルが実にウォームであり、強さや希望を伝え、絶望や悲壮感だけを感じさせない世界観が特徴的である。

## アルバムジャケット
カバーアートは、ピンク・フロイドのアルバムや、松任谷由実の「昨晩お会いしましょう」を手掛けたイギリスのデザイングループ、ヒプノシスによるもの。

## 販売形態
通常盤、初回限定ボックス盤、USBメモリーハイレゾ盤、アナログ盤の4形態でリリース。
初回限定ボックス盤はミュージック・ビデオを6曲収録したDVD・100頁写真集&詩集・佐野の直筆詩シート・大滝詠一のカバー『あつさのせい』をインターネットからダウンロードできる、ダウンロードパスキーを同梱。
USBメモリーハイレゾ盤は、ミュージック・ビデオ6曲・100頁写真集&詩集を付属。
アナログ盤は、180ｇ重量盤で、テッド・ジャンセンがマスタリングを担当。高品質デジタル原盤マスターからカッティングを行なった。

## 収録曲
全作詞・作曲・編曲：佐野元春

### 初回限定ボックス盤・通常盤共通
1. 境界線 [4:28]
2. 紅い月 [4:33]
3. 本当の彼女 [3:49]
4. バイ・ザ・シー [4:27]
5. 優しい闇 [4:25]
6. 新世界の夜 [3:40]
7. 私の太陽 [3:30]
8. いつかの君 [3:28]
9. 誰かの神 [3:05]
10. キャビアとキャピタリズム [4:16]
11. 空港待合室 [3:34]
12. 東京スカイライン [5:19]

### 初回限定ボックス盤付属DVD
1. 境界線 (MUSIC VIDEOS)
2. 紅い月 (MUSIC VIDEOS)
3. 本当の彼女 (MUSIC VIDEOS)
4. バイ・ザ・シー (MUSIC VIDEOS)
5. 優しい闇 (MUSIC VIDEOS)
6. 私の太陽 (MUSIC VIDEOS)

## 参加ミュージシャン
- 深沼元昭（Mellowhead・PLAGUES・GHEEE）
- 小松シゲル（ノーナ・リーヴス）
- 高桑圭（GREAT3）[9]